# 三泉药王阁
三泉药王阁，位于山西省运城市新绛县三泉镇三泉村东门口，是三泉镇的标志性建筑，已列为新绛县文物保护单位。

## 建筑
三泉药王阁即三泉镇东城门，两侧城墙早已拆除。它创建于明天启三年(1622年)，威武雄壮。占地面积77平方米。下部为厚重的砖石城台。东西长10.55米，南北宽16米。开辟东西向幽深的拱形门洞，供行人车马通行。两面门额分别为“三泉镇”、“保障”。
城台四周砌有垛口，上建二层城楼，面阔五间，进深四间，重檐歇山顶。匾额“药王阁”，供奉药王孙思邈。

## 保护
1995年12月，三泉药王阁公布为新绛县文物保护单位。2022年进行修缮。 